# Олафсен, Хелене
Хелене Олафсен (норв. Helene Olafsen, род. 21 февраля 1990) — норвежская сноубордистка, выступающая в сноубордкроссе и хафпайпе.
Олафсен впервые участвовала в международном соревновании 6 января 2006 года, когда стала 33-й на одном из этапов кубка Европы. Через месяц она стала второй на чемпионате мира среди юниоров 2006 в сноубордкроссе, а через год третьей на взрослом чемпионате 2007 в этой же дисциплине. В кубке мира она впервые стартовала 8 марта 2007 года, став восьмой, и завершила этот сезон с лучшим своим показателем в зачёте кубка мира по сноубордкроссу. Также, она стала чемпионкой среди юниорок 2007.
В следующем году Олафсен стала второй на юниорском чемпионате в дисциплине биг-эйр, а в сезоне 2008/09 выиграла чемпионат мира в сноубордкроссе и показала свой лучший результат в итоговом кубке мира.

## Призовые места на этапах кубка мира

### 1-е место
Сноубордкросс
- 1 февраля 2008, Лейсин, Швейцария
- 17 марта 2007, Стоунем[англ.], Канада

### 2-е место
Сноубордкросс
- 28 февраля 2009, Сандей Ривер, США
- 20 декабря 2008, Ароса, Швейцария

### 3-е место
Сноубордкросс
- 13 февраля 2009, Сайприсс, Канада
- 11 марта 2007, Лейк-Плэсид, США

## Зачёт кубка мира

### Общий зачёт
- 2006/07 — 25-е место (1920 очков)
- 2007/08 — 10-е место (4160 очков)
- 2008/09 — 9-е место (4202 очка)

### Зачёт по сноубордкроссу
- 2006/07 — 4-е место (1920 очков)
- 2007/08 — 5-е место (3570 очков)
- 2008/09 — 6-е место (3670 очков)

### Зачёт по хафпайпу
- 2007/08 — 28-е место (590 очков)
- 2008/09 — 34-е место (532 очка)